# Vitamín C
Vitamín C (kyselina askorbová, E300) je ve vodě rozpustná živná látka (živina) a vitamín nezbytný k životu a udržení tělesného zdraví, v lidském těle plní vitamín C mnoho důležitých funkcí. Je citlivý na teplo a vysoce citlivý na oxidaci. Jeho chemický název je kyselina L-askorbová neboli L-enantiomer (optický izomer, optický antipod) kyseliny askorbové, její sumární vzorec je C6H8O6.
Chemicky byl vitamín C poprvé izolován v roce 1928 maďarským biochemikem, laureátem Nobelovy ceny za fyziologii a lékařství z roku 1937 Albertem Szent-Györgyim, tehdy pod názvem kyselina hexuronová (dnes se tento pojem používá pro uronové kyseliny odvozené od hexóz). O čtyři roky později, v dubnu 1932, Charles Glen King z Pittsburské univerzity dokázal, že se jedná o stejnou chemickou látku, která je obsažena například v ovoci a zabraňuje kurdějím (nezávisle na něm a přibližně ve stejné době k tomuto objevu dospěl i Albert Szent-Györgyi). Sir Walter Norman Haworth z Birminghamské univerzity, držitel Nobelovy ceny za chemii z roku 1937, dokázal jako první vypracovat přesnou chemickou strukturu vitamínu C a vyrobit ho syntetickou cestou.

## Vitamín C v přírodě
Většina zvířat a rostlin si syntetizuje tento vitamín sama a nepotřebuje žádné jeho přídavky. Přirozeně si jej nedovedou vytvářet např. lidé a některé další druhy primátů, morčata, kapybara, indický netopýr, mezi ptactvem pak červení bulbulové a z vodních živočichů třeba pstruh duhový a losos.[zdroj?]
Tento poznatek vedl některé vědce k závěru, že neschopnost přirozené produkce vitamínu C je genetický defekt, a následně k hypotéze (částečně vyvrácené), že pokud by se jeho hladina u člověka vyrovnala s hladinou u zvířat, vedlo by to ke zlepšení jeho celkového zdravotního stavu. Ztráta schopnosti biosyntézy vitamínu C nepředstavovala, vzhledem k jeho bohatým přírodním zdrojům, pro člověka z evolučního hlediska vážnější problém. Podle některých hypotéz přinesla změna na externí příjem této látky dokonce některé výhody. K hlavním propagátorům kontroverzního užívání vysokých dávek vitamínu C patřil například dvojnásobný držitel Nobelovy ceny Linus Pauling. Tvrdil, že vitamín C je lékem na všechno – od nachlazení po rakovinu (v řadě studií se však pozitivní účinek vyšších dávek askorbátu na lidský organismus nepotvrdil, někdy dokonce vedlo dlouhodobé podávání vysokých dávek askorbátu ke zvýšení nemocnosti i úmrtnosti). Na sklonku svého dlouhého života (dožil se devadesáti tří let) užíval denně dávky 12 000 mg vitamínu C a toto množství dokonce zvyšoval na 40 000 mg v době, kdy u sebe pozoroval příznaky nachlazení (doporučená denní dávka je v EU 60–100 mg). Tato tvrzení byla vyvrácena a podobné metody byly dalšími výzkumy prohlášeny za šarlatánství.

### Zdroje vitamínu C
Z rostlinných zdrojů je na vitamín C velmi bohatý šípek, rakytník, dále např. citrusy (limetka, citrón, pomeranč, grapefruit), brambory nebo rajčata, papriky, papája, brokolice, rybíz černý, jahody, květák, špenát, kiwi, brusinky, plody kopřivy.
Následující tabulka obsahuje výběr ovoce a zeleniny a jejich obsah vitamínu C (v mg na 100 g plodu).
| Rostlinný plod    | Obsah (mg/100 g) | Rostlinný plod   | Obsah (mg/100 g) |
| ----------------- | ---------------- | ---------------- | ---------------- |
| Acerola           | 1678             | Květák           | 40               |
| Šípek             | 1500             | Citron           | 40               |
| Rybíz černý       | 200              | Mrkev            | 35               |
| Růžičková kapusta | 115              | Česnek           | 17               |
| Kiwi              | 90               | Ředkvička        | 17               |
| Brokolice         | 90               | Rané brambory    | 16               |
| Červený rybíz     | 80               | Celer            | 8                |
| Papája            | 60               | Cibule kuchyňská | 5                |
| Pomeranč          | 53               | Okurka           | 2                |
| Křen              | 50               |                  |                  |
| Zelí              | 49               |                  |                  |

## Vliv zpracování potravin na vitamín C
Při tepelném zpracování potravin v nich dochází k úbytku vitamínu C (včetně ohřevu v mikrovlnné troubě). Zpracováním se snižuje obsah vitamínu cca o 10 % za každých 5 minut vaření, sušením až 50 %[zdroj?], šetrnější je dušení v páře. Velké ztráty způsobuje tepelná konzervace a blanšírování. Vitamín C se rozkládá oxidací a to rychleji při vyšší teplotě. Za pokojové teploty se ztrácí zhruba během měsíce (včetně džusů). U kandování dochází k obdobné ztrátě, ale lze ji zpomalit snížením teploty. Nejlepší je zdroj vitamínu C zmrazit či zabránit oxidaci (skladování tablet v suchých místech).

## Vliv vitamínu C na zdraví člověka
Vitamín C je potřebný pro metabolizmus aminokyselin, konkrétně pro vznik nekódovaných aminokyselin hydroxylysinu a hydroxyprolinu. Tím se podílí na syntéze kolagenu. Nedostatek vitamínu C se proto projevuje menší pevností cévní stěny, především vlásečnic, a zvýšenou krvácivostí, a dále typicky sníženou pevností vazivového aparátu zubu a s tím spojeným vikláním a vypadáváním zubů. Dále je vitamín C důležitý pro tkáňové dýchání. Podporuje vstřebávání železa, stimuluje tvorbu bílých krvinek, vývoj kostí, zubů a chrupavek, podporuje růst. Podílí se také na antioxidační obraně buňky, neboť dokáže redukovat tokoferylový radikál (ovšem za určitých podmínek může askorbát v organismu působit naopak i prooxidačně).
Doporučená denní dávka vitamínu C je podle Evropského úřadu pro bezpečnost potravin (EFSA) 90 miligramů za den pro dospělého zdravého muže a 80 mg pro dospělou zdravou ženu.
V minulosti se některým skupinám osob doporučovaly vyšší dávky vitamínu C, někdy i několik set miligramů za den. V řadě studií se však pozitivní účinek vyšších dávek askorbátu na lidský organismus nepotvrdil, někdy dokonce vedlo dlouhodobé podávání vysokých dávek askorbátu ke zvýšení nemocnosti i úmrtnosti (tzv. antioxidační paradox). Ani proti chřipce velké dávky nepomáhají.

### Projevy nedostatku vitamínu C
Mírná hypovitaminóza se projevuje zpomaleným růstem, zvýšenou kazivostí zubů, narušením stavby kostí (v dětství osteomalacií), krvácením do kloubů a jejich deformacemi, nedostatečnou odolností proti infekcím, zvýšenou únavou, žaludečními problémy, lámavými vlásečnicemi a sníženou tvorbou mléka.
Extrémní hypovitaminóza (avitaminóza) způsobuje nemoc kurděje, která se projevuje anémií (chudokrevností), krvácivostí, otokem kloubů a dásní, ztrátou zubů, křehkostí kostí, sterilitou, častými infekcemi, atrofií (oslabováním a prodlužováním svalstva) a žaludečními vředy.

### Projevy přebytku vitamínu C
Akutní toxicita vitamínu C je malá. Podání vysoké dávky vede zpravidla nanejvýš k podráždění žaludku a zažívacího traktu. Ke klasické hypervitaminóze u tohoto vitamínu nedochází. Tělo si nevytváří zásoby vitamínu C a jeho přebytek se vyloučí ledvinami. Po vysazení déletrvajícího zvýšeného příjmu vitamínu C však může dojít k paradoxní hypovitaminóze. Podávání vysokých dávek vitamínu C může interferovat s podáváním některých léků; nebezpečná může být kombinace s některými stopovými prvky, zejména přechodnými kovy, která může vést k tvorbě reaktivních forem kyslíku, v minulosti byly popsány i klinicky významné otravy. Vysoké dávky askorbátu také interferují s řadou běžných klinickobiochemických vyšetření.

## Suplementace vitamínem C
Ačkoliv to není přesvědčivě dokázáno, sportovci nejspíš potřebují o něco více vitamínu C než lidé se sedavým způsobem života, protože tento vitamín hraje roli v nápravě oxidačního poškození a při léčení a hojení. Denní doporučená dávka se pohybuje v rozmezí 60 – 100 mg. Doplňky stravy povětšinou uvolňují vitamínu C postupně, kdyby došlo k předávkování, hrozí pouze vyloučení vitamínu C močí. Můžeme tedy říci, že doplňování vitamínu C je žádoucí. Negativní důsledky suplementace vitamínem C byly pozorovány pouze u extrémně nadlimitních dávek vitamínu C (v gramech), a to při dlouhodobé konzumaci. Negativním projevem předávkování je například podráždění žaludku, nevolnost, zvracení, průjem, bolesti hlavy a podle některých studií zvýšení rizika rakoviny.
U predisponovaných osob se může zvýšit riziko vzniku ledvinových kamenů, u vegetariánů může docházet k poruchám příjmu železa.
U osob se zvýšenou spotřebou vitamínu C je vhodné zvažovat adekvátní suplementaci preparátem s postupným uvolňováním vitamínu C. Do uvedené skupiny osob lze zařadit kuřáky, těhotné a kojící ženy, starší osoby, osoby se zvýšenou fyzickou a psychickou zátěží.

## Využití v potravinářství
V potravinářském průmyslu se kyselina askorbová používá k omezení oxidace v potravinách. Snižuje oxidaci tuků, přidává se proto zejména do uzenin, ve kterých pomáhá udržovat červenou barvu.